# Crataegus flabellata
Crataegus flabellata là loài thực vật có hoa trong họ Hoa hồng. Loài này được (Bosc ex Spach) Rydb. mô tả khoa học đầu tiên năm 1900.